# Братята
Братята (на английски: The Brethren) е роман от американският писател Джон Гришам, публикуван през 2000 година.
 Внимание:  Текстът по-долу разкрива сюжета на произведението (или части от него)!
Трима бивши съдии (нарекли се „Братята“), излежават присъди във федерален затвор, с лек режим, заради изнудване на богаташи. С помощта на адвокат Тревор Карсън, прехвърлят парите в тайна банкова сметка на Бахамите. „Братята“ са разработили собствена схема за разглеждане на дела и дори за раздаване на правосъдие сред затворниците.
Междувременно, Теди Майнард, директор на ЦРУ, организира схема за овладяване на Президентският стол, поставяйки на него своя марионетка. Целта е увеличаване на намалелите разходи за отбрана. ЦРУ смятя че САЩ е прекалено слаб, за да отвърне на евентуално нападение.
Майнард решава да съчини сценарий, който да отвори очите на американците за „заплаха" над страната. Един ден ловко замислената от „Братята“ схема на изнудване ги изправя срещу най-влиятелният човек на планетата. Така те се превръщат в най-големия кошмар за ЦРУ.